# Diamant de Tréabat
Diamant de Tréabat, född 25 september 2013, är en fransk varmblodig travhäst som tränas av sin ägare Pascal Monthule och rids av Clément Frecelle.
Han började tävla i april 2016 och inledde karriären med en andraplats för att sedan ta sin första seger i sin tjugoandra starten. Han har hittills under sin karriär sprungit in 827 120 euro på 94 starter varav 14 segrar, 17 andraplatser och 10 tredjeplatser. Karriärens hittills största segrar har kommit i Prix du Pontavice de Heussey (2022).
Han har även segrat i Prix Vivier de Montfort (2021), Prix Alfred Lefevre (2021), Prix Gordonia (2021), Prix de l'ile d'Oleron (2021), Prix Djérid (2022) och har även kommit på andraplats i Prix Alfred Lefevre (2020), Prix Georges Dreux (2020), Prix Cornelia (2021), Prix Auguste Francois (2021), Prix de Londres (2022), Prix Camille Lepecq (2022) samt på tredjeplats i Prix Sans dire Oui (2019), Prix de l'ile d'Oleron (2020), Prix Roger Ledoyen (2022), Prix Paul Delanoe (2022), Prix Jules Lemonnier (2022).

## Statistik
| Statistik för Diamant de Tréabat (Ref.) | Statistik för Diamant de Tréabat (Ref.) | Statistik för Diamant de Tréabat (Ref.) | Statistik för Diamant de Tréabat (Ref.) | Statistik för Diamant de Tréabat (Ref.) | Statistik för Diamant de Tréabat (Ref.) |
| --------------------------------------- | --------------------------------------- | --------------------------------------- | --------------------------------------- | --------------------------------------- | --------------------------------------- |
| Starter                                 | Placeringar                             | Startprissumma                          | Segerprocent                            | Platsprocent                            | Rekord                                  |
| 94                                      | 14-17-10                                | 827 120 euro                            | 15 %                                    | 44 %                                    | 1.10,4ak,                               |

### Större segrar
| År   | Lopp                         | Kusk             | Vinstbelopp | Grupp   |
| ---- | ---------------------------- | ---------------- | ----------- | ------- |
| 2021 | Prix Vivier de Montfort      | Clément Frecelle | 36 000 EUR  | Grupp 3 |
| 2021 | Prix Alfred Lefevre          | Clément Frecelle | 36 000 EUR  | Grupp 3 |
| 2021 | Prix Gordonia                | Clément Frecelle | 40 500 EUR  | Grupp 3 |
| 2021 | Prix de l'ile d'Oleron       | Clément Frecelle | 40 500 EUR  | Grupp 3 |
| 2022 | Prix Djérid                  | Clément Frecelle | 40 500 EUR  | Grupp 3 |
| 2022 | Prix du Pontavice de Heussey | Clément Frecelle | 40 500 EUR  | Grupp 3 |

## Stamtavla
| Efter Kuadro Wild | Quadrophenio     | Dekeel            | Rex Grandchamp    |
| Efter Kuadro Wild | Quadrophenio     | Dekeel            | Keel              |
| Efter Kuadro Wild | Quadrophenio     | Halte A La Biche  | Valiant P         |
| Efter Kuadro Wild | Quadrophenio     | Halte A La Biche  | Sa Biche          |
| Efter Kuadro Wild | Alexandra Gitane | Minou du Donjon   | Quioco            |
| Efter Kuadro Wild | Alexandra Gitane | Minou du Donjon   | Geribia           |
| Efter Kuadro Wild | Alexandra Gitane | Infante du Cadran | Sabi Pas          |
| Efter Kuadro Wild | Alexandra Gitane | Infante du Cadran | Panda III         |
| Undan Sud Africa  | Urfist des Pres  | Borgia III        | Niky des Etangs   |
| Undan Sud Africa  | Urfist des Pres  | Borgia III        | Lycaste           |
| Undan Sud Africa  | Urfist des Pres  | Javastrale        | Ulster VI         |
| Undan Sud Africa  | Urfist des Pres  | Javastrale        | Astrale II        |
| Undan Sud Africa  | Henzolina        | Vip Tilly         | Istraeki          |
| Undan Sud Africa  | Henzolina        | Vip Tilly         | Perle de Retz     |
| Undan Sud Africa  | Henzolina        | Unite du Verger   | Jet de Prapin     |
| Undan Sud Africa  | Henzolina        | Unite du Verger   | Karina du Vicomte |